# Fitovírus

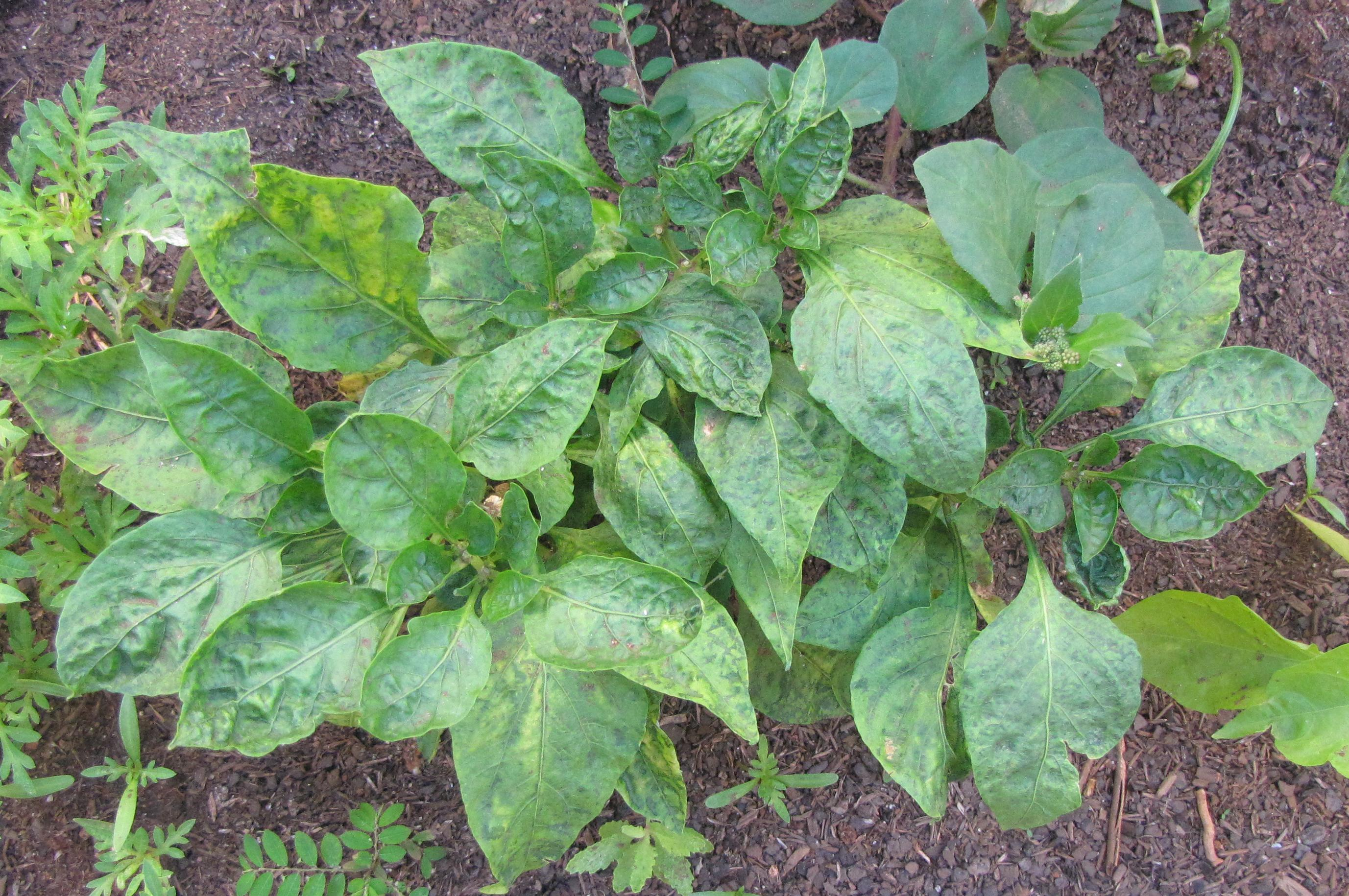
Planta de pimentão (Capsicum annuum) infecionada com o Tomato Spotted Wilt Virus, TSWV

Fitovírus são vírus que causam doenças em plantas. Como os outros vírus, eles atuam de maneira parasitária, penetrando as células e alterando o seu funcionamento pelo RNA ou DNA do vírus. Existem mais de 1000 fitovírus conhecidos, muitos dos quais causam sérios prejuízos sobre amplas variedades de plantas.

## Taxonomia
Fitovírus são classificados em seis famílias e 71 gêneros (porem esses valores se modificam rapidamente com a descoberta de novas famílias e gêneros, as informações presentes fazem referência ao último levantamento de 2021). 
1. Bromoviridae: Compreende vírus de RNA de fitas positivas que infectam principalmente plantas herbáceas.
2. Closteroviridae: Inclui vírus de RNA de fita positiva que são transmitidos por insetos e afetam uma ampla gama de plantas.
3. Potyviridae: Contém vírus de RNA de fita positiva que são responsáveis por doenças em várias culturas importantes.
4. Geminiviridae: Engloba vírus de DNA de fita simples que são transmitidos por insetos e causam doenças em muitas plantas cultivadas.
5. Tombusviridae: Compreende vírus de RNA de fita positiva que infectam principalmente plantas herbáceas.
6. Partitiviridae: Inclui vírus de RNA de fita dupla que infectam plantas e fungos.

A classificação está baseada no tipo de ácido nucleico (RNA ou DNA), na morfologia, a maneira de contágio ou propagação do vírus ou agente transmissor, se o ácido nucleico do vírus está composto de somente uma unidade ou de várias partes e se ele é uma corrente simples ou duas.